# Turibio de Mogrovejo
Turibio Alfonso de Mogrovejo y Robledo (Toribio nell'originale spagnolo; Mayorga, 16 novembre 1538 – Zaña, 23 marzo 1606) è stato un arcivescovo cattolico spagnolo, professore di giurisprudenza a Salamanca, inquisitore a Granada e arcivescovo di Lima per volere di Filippo II; nel 1726 è stato proclamato santo da papa Benedetto XIII.

## Biografia
Figlio di Luis Alfonso de Mogrovejo e Ana de Robles y Moran, studiò diritto canonico a Valladolid e presso l'Università di Salamanca, dove rimase come docente anche dopo la laurea. Filippo II, nonostante fosse ancora un laico, nel febbraio del 1571 lo mise a capo del tribunale dell'Inquisizione di Granada.
Nel maggio del 1579 il sovrano lo designò arcivescovo di Lima, chiamata allora Ciudad de Los Reyes, la città fondata da Francisco Pizarro nel 1535 nella colonia spagnola del Perù, e papa Gregorio XIII confermò la nomina, eleggendolo successore di Jerónimo de Loayza.
Ricevuta a Siviglia la consacrazione episcopale, il 12 maggio del 1581 Turibio de Mogrovejo prese possesso della sua sede vescovile.
La sua opera pastorale si svolse nella sua vasta diocesi (circa 450.000 chilometri quadrati), che egli visitò interamente circa tre volte, imparando la lingua locale, promuovendo l'evangelizzazione e l'istruzione delle popolazioni indigene. Curò la pubblicazione del catechismo in spagnolo, quechua e aymara (1552) e fondò a Lima il primo seminario di tutta l'America Latina (1591).
Nel 1605, durante una visita pastorale a Pacasmayo, contrasse la febbre che l'anno successivo lo portò alla morte nella sua residenza di Zaña, presso Lima, nel giorno di Giovedì santo.

## Il culto
Proclamato beato da papa Innocenzo XI il 2 luglio 1679, fu canonizzato da Benedetto XIII il 10 dicembre 1726 e proclamato patrono dei vescovi latino-americani da Giovanni Paolo II il 9 marzo 1983.
Patrono dei vescovi sudamericani, la sua memoria liturgica, già fissata al 27 aprile, fu poi spostata al 23 marzo.

## Genealogia episcopale e successione apostolica
La genealogia episcopale è:
- Arcivescovo Cristóbal Rojas Sandoval
- Arcivescovo Toribio Alfonso de Mogrovejo y Robledo

La successione apostolica è:
- Vescovo Alfonso Guerra, O.P. (1582)
- Arcivescovo Bartolomé Martinez Menacho y Mesa (1588)
- Arcivescovo Alfonso Fernández de Bonilla (1593)
- Arcivescovo Luis López de Solís, O.E.S.A. (1594)
- Vescovo Alonso Ramírez Vergara, O.S. (1595)
- Vescovo Reginaldo de Lizárraga, O.P. (1599)
- Vescovo Juan de La Roca (1601)